# Tipula leopoldi
Tipula leopoldi är en tvåvingeart som beskrevs av Alexander 1937. Tipula leopoldi ingår i släktet Tipula och familjen storharkrankar. Inga underarter finns listade i Catalogue of Life.